# 中村翫助 (2代目)
二代目 中村翫助（にだいめ なかむら かんすけ、文久3年6月8日〈1863年7月23日〉 - 昭和2年〈1927年〉8月1日）とは、明治期から大正期にかけて活躍した歌舞伎役者。屋号は成駒屋、俳名は春魁。
江戸浅草で加賀鳶の子として生まれる。明治5年（1872年）、岩井粂八門下となり舞台に出る。翌年四代目中村芝翫の門人として中村芝次郎と改名。以降東京の小芝居で活躍する。明治23年（1890年）市村座『前太平記擬玉殿』にて、二代目中村翫助を襲名。やがてその実力が認められ明治40年（1907年）には歌舞伎座で、『仮名手本忠臣蔵』の薬師寺次郎左衛門、鷺坂伴内、原郷右衛門の三役に抜擢される。
その後、小芝居に戻るが再び大芝居の舞台に復帰し、六代目尾上菊五郎や初代中村吉右衛門と共演し、小芝居で鍛えた歯切れの良い堅実な演技で、名脇役として評価を高めた。
当り役は『四千両小判梅葉』の生馬の眼八、『助六由縁江戸桜』のかんぺら門兵衛、『鬼一法眼三略巻』の菊畑の笠原湛海、『天衣粉上野初花』の北村大膳など。特に敵役に秀でた。実子に三代目尾上鯉三郎がいる。